# Eusing Free Registry Cleaner
Eusing Free Registry Cleaner — бесплатная утилита для ремонта системного реестра Windows, позволяющая устранить проблемы в работе операционной системе всего парой кликов мыши.

## Описание
Eusing Free Registry Cleaner позволяет безопасно очищать и восстанавливать проблемы, связанные с реестром, несколькими простыми кликами мыши. Механизм программы сканирует системный реестр Windows в трёх основных ветках на предмет выявления неправильных ссылок и битых ключей.
В целях высокой безопасности, Eusing Free Registry Cleaner создаёт резервные копии проведённых изменений в реестре, чтобы в случае каких-либо проблем можно было вернуться к исходному состоянию. Удаленные при исправлении ошибок ключи пользователь всегда может вернуть, вызвав щелчком по кнопке «Restore previous registry» («Восстановить предыдущий реестр») диалоговое окно, в котором содержатся REG-файлы с удалённой информацией, они создаются автоматически.
Программный продукт не требует от пользователей углублённых знаний и навыков реестра, алгоритм работы приступит к работе автоматически после того, как пользователь нажмёт кнопку в левой части экрана «Scan registry issue» («Сканирование реестра»), а после завершения сканирования нажмёт кнопку «Repair registry issue» («Починка реестра») для последующего устранения ошибок, найденных в реестре.
Весь процесс исследования системного реестра на наличие ошибок происходит по 18 различным позициям, таким, как «Общие DLL», «MRU и списки истории», «Типы файлов», «Системные шрифты» и другие. По умолчанию все направления включены, но по желанию пользователя могут быть деактивизированы простым щелчком мыши в какой-либо секции, на тот случай, если в списке покажется что-то излишним.
В дополнительный арсенал Eusing Free Registry Cleaner другие утилиты для обслуживания системы не включены, кроме встроенного менеджера автозапуска.

## Donate
Утилита Eusing Free Registry Cleaner распространяется абсолютно бесплатно. Однако при каждом запуске программы всплывает окно «Donate» с предложением сделать взнос разработчикам и поддержать финансово данный проект.